# Луна-2A
«Луна-2А», інші назви Луна Є-1А № 1, Луна Є-1А № 5, Луна 1959А — радянська автоматична міжпланетна станція серії Є-1А для вивчення Місяця і космічного простору.
Запуск мав відбутись 16 червня, однак через неуважність молодого лейтенанта в бак для одного компонента ракетного палива було заправлено інший.
18 червня 1959 року відбувся запуск ракети-носія «Восток-Л», що мала вивести на траєкторію польоту до Місяця АМС «Луна-2А». Передбачалось досягнення станцією поверхні Місяця. На 153 секунді польоту один гіроскоп інерційної системи управління вийшов з ладу і ракета була знищена командою з Землі.
Космічний апарат серії Є-1А, подібно до серії Є-1, призначався для зіткнення з поверхнею Місяця. Від попередньої серії апарат відрізнявся магнітометром у корпусі антени, шістьма замість чотирьох газорозрядними лічильниками заряджених частинок, покращеним п'єзоелектричним детектором. Зміни було здійснено після отримання даних при польотах першої космічної ракети «Луна-1» і «Піонера-4». Під час польоту до Місяця, як і в попередній серії, апарат також мав випустити газоподібний натрій, щоб створити хмару металу для спостереження з Землі за його рухом.
До отримання інформації про мету запуску НАСА правильно визначило, що це була спроба польоту до Місяця.